# Vooruitstrevende Volkspartij

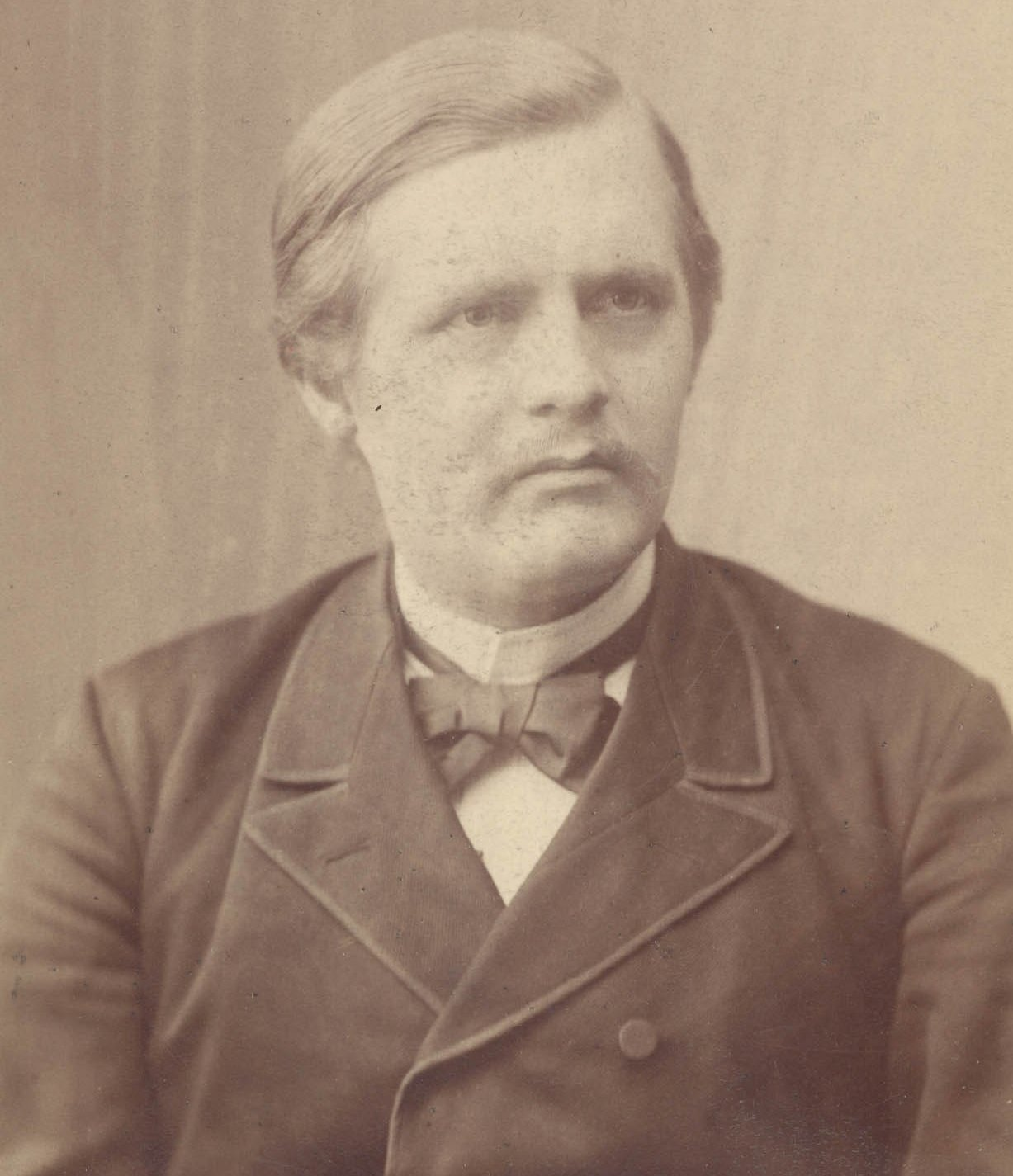
De theoloog Friedrich Naumann (1860-1919), een van de grondleggers van het sociaalliberalisme in Duitsland

De Vooruitstrevende Volkspartij (Duits: Fortschrittliche Volkspartei) was een links-liberale partij die bestond aan het einde van het Duitse Keizerrijk.
De Vooruitstrevende Volkspartij (FVP) kwam op 6 maart 1910 tot stand na een fusie van de Vrijzinnige Volkspartij (Freisinnige Volkspartei), de Vrijzinnige Vereniging (Freisinnige Vereinigung), de Democratische Unie (Demokratische Union) en de Duitse Volkspartij (Deutsche Volkspartei).
Anders dan de conservatieve Nationaal-Liberale Partij was de FVP voorstander van het afschaffen van het ongelijke drieklassenkiesrecht in Pruisen en Brunswijk.
In 1912 sloot de FVP een verkiezingsalliantie met de Sociaaldemocratische Partij van Duitsland (SPD, Sozialdemokratische Partei Deutschlands). Bij de Rijksdagverkiezingen van 1912 behaalde de FVP 12,3% van de stemmen, goed voor 42 zetels in de Rijksdag.
Aan het begin van de Eerste Wereldoorlog steunde de FVP de regeringspolitiek, maar in 1917 stond de FVP, samen met de Centrumpartij en de Meerderheids Sociaaldemocratische Partij van Duitsland (MSPD) aan de wieg van de Vredesresolutie. Er werd sindsdien nauw samengewerkt met de Centrumpartij, de NLP en de MSPD.
In september 1918 stond de FVP achter de hervormingsplannen (o.a. invoering van het parlementaire stelsel) van rijkskanselier Prins Max von Baden. Ofschoon in principe monarchistisch, was zij in november 1918, na de Duitse nederlaag tegen de Entente mogendheden, voorstander van de invoering van het republikeinse stelsel. De FVP werd ontbonden en ging, samen met de linkervleugel van de NLP, vrijwel geheel op in de Duitse Democratische Partij (Deutsche Demokratische Partei).

## Ideeën
- Invoering van het parlementaire stelsel;
- afschaffing van het drieklassenkiesrecht in Pruisen en Brunswijk;
- kiesrechtsuitbreiding;
- scheiding van kerk en staat;
- gelijkberechtiging van alle burgers;
- instelling van nieuwe kiesdistricten.

De FVP was voorstander van het economisch liberalisme en vertegenwoordigde vooral de belangen van de exportindustrie, handel, banken, handwerkers, middenstanders en enkele arbeiders. Over het algemeen waren de meeste FVP'ers voorstander van de monarchie onder keizer Wilhelm II van Duitsland. De meeste FVP'ers waren evangelisch-luthers, rooms-katholieken trof men haast niet binnen de gelederen van de partij aan.

## Partijprominenten
- Otto Fischbeck (1865-1939), fractievoorzitter FVP in de Rijksdag
- Theodor Heuss (1884-1963), eerste bondspresident (1949-1959)
- Franz von Liszt (1851-1919), hoogleraar strafrecht
- Friedrich Naumann (1860-1919), theoloog
- Friedrich von Payer (1847-1931), voorzitter FVP, vicekanselier (1917-1918)
- Hugo Preuß (1860-1925), medeopsteller grondwet Weimarrepubliek
- Ludwig Quidde (1858-1941), pacifist en vredesnobelprijswinnaar

## Voetnoten
1. ↑  Die Fortschrittliche Volkspartei 1910-1918